# 巴特爾河
巴特爾河是俄羅斯的河流，屬於維柳伊河的左支流，由薩哈共和國負責管轄，河道全長221公里，流域面積約3,440平方公里，最終注入阿赫塔蘭達河。